# 빌레르보카쥬 전투
빌레르보카쥬 전투(영어: Battle of Villers-Bocage)는 제2차 세계 대전 중 1944년 6월 13일, 서방 연합군이 독일이 점령한 프랑스를 정복하기 위해 시작한 오버로드 작전이 개시된지 일주일 후에 일어났다. 이 전투는 영국군이 캉(Caen) 서쪽에 있는 독일 방어선의 틈을 공략하려다 벌어진 결과였다. 작은 마을인 빌레르-보카주와 그 주변에서 하루 동안 전투가 벌어졌고 이튿날 마을 외곽에서 진지를 방어한 후 영국군은 철수했다.
연합군과 독일군 모두 캉을 장악하는 것이 노르망디 전역에 필수적이라고 여겼다. 6월 6일의 노르망디 상륙 이후, 독일군은 신속하게 도시 북쪽에 방어 진지를 구축했다. 6월 9일, 캉을 포위하고 점령하려는 영국군의 양방향 공격이 실패했다. 영국 제2군의 우측에 있는 미국 제1보병사단은 독일 제352보병사단을 격퇴하고 독일 전선에 틈을 열었다. 틸리쉬르셀(Tilly-sur-Seulles) 지역에서 남쪽으로 가는 직선 경로를 차단하는 독일 기갑교도사단을 우회하기 위해, 제7기갑사단 소속 제22기갑여단(윌리엄 “루니” 힌데 준장 지휘)의 전차, 보병, 포병으로 구성된 혼합 부대가 독일 방어선의 틈을 통해 빌레르보카쥬로 측면 기동을 시도했다. 영국군 지휘관들은 독일군 후방에 강력한 부대가 나타남으로써 기갑교도사단을 포위하거나 철수를 강요할 수 있기를 희망했다.
제22기갑여단 부대는 큰 문제 없이 6월 13일 아침에 빌레르-보카주에 도착했다. 선두 부대는 캉으로 가는 도로를 따라 동쪽으로 나아가 213지점의 능선에 도달했으나, 그곳에서 독일 제101SS중전차대대 소속 6호 전차 티거 전차들의 매복 공격을 받았다. 몇 분 만에 영국군의 전차, 대전차포, 수송 차량들이 파괴되었고, SS-오버슈투름휘러 미하엘 비트만이 대부분을 파괴했다. 독일군은 마을을 공격했으나 영국군은 독일군의 공격을 격퇴하였고, 이 과정에서 독일군은 여러 대의 티거와 4호 전차를 잃었다. 6시간 후, 힌드는 빌레르보카쥬 서쪽의 더 방어하기 좋은 언덕으로 후퇴를 명령했다. 다음 날, 독일군은 영국군의 방어진지를 공격했고, 이 전투는 '섬 전투'로 알려졌다. 영국군은 독일군에게 큰 타격을 입히고 돌출부에서 철수했다. 8월 4일, 폭격기사령부의 전략 폭격이 두 차례 이어진 후 영국군은 폐허가 된 빌레르보카쥬를 점령했으며, 캉을 둘러싼 전투는 빌레르보카쥬 동쪽에서 계속되었다.
빌레르보카쥬 전투에서 영국군의 행동은 논란이 되어왔다. 영국군의 철수는 노르망디 상륙 이후의 "영토 확보 경쟁"의 끝을 알리고, 캉을 위한 소모전의 시작을 의미했기 때문이다. 일부 역사가들은 영국군의 공격이 독일군의 전투력보다는 몇몇 고위 지휘관들의 확신 부족으로 인해 실패했다고 썼으며, 다른 이들은 영국군이 임무를 수행하기에 충분하지 않았다고 평가한다. 초기에 비트만이 벌인 “단독 공격”은 상상력을 자극해왔으며, 일부 역사가들과 작가들은 그의 역할이 과장되었으며, “주목할 만하지만” 역사적 기록에서 불필요하게 지배적인 위치를 차지하고 있다고 결론짓는다.